# Hydropsyche sulana
Hydropsyche sulana är en nattsländeart som beskrevs av Wolfram Mey 1998. Hydropsyche sulana ingår i släktet Hydropsyche och familjen ryssjenattsländor. Inga underarter finns listade i Catalogue of Life.